# Зем'янске Подградіє
Зем'янске Подградіє (словац. Zemianske Podhradie) — село, громада округу Нове Место-над-Вагом, Тренчинський край. Кадастрова площа громади — 8.23 км².
Населення 770 осіб (станом на 31 грудня 2020 року).

## Історія
Зем'янске Подградіє згадується 1397 року.

## Населення
| Рік:            | 1994. | 2004.   | 2014.   | 2024.   |
| --------------- | ----- | ------- | ------- | ------- |
| Кількість осіб: | 801   | 783     | 773     | 769     |
| Різниця:        |       | -2,24 % | -1,27 % | -0,51 % |

| Рік:            | 2023. | 2024.   |
| --------------- | ----- | ------- |
| Кількість осіб: | 767   | 769     |
| Різниця:        |       | +0,26 % |